# Attapeu (khwaeng)
Attapeu (ook wel Attapu; Laotiaans: ອັດຕະປື) is een provincie van Laos. Het ligt in het zuidoosten van het land. Attapu grenst in het noorden aan Sekong en in het westen aan Champassak. Aan de oostkant grenst de provincie met Vietnam en aan de zuidkant met Cambodja.
Tijdens de Vietnamoorlog liepen delen van de Ho Chi Minh-route door de provincie Attapeu.

## Districten
Attapeu is onderverdeeld in vijf districten.
- Xaysetha District (17-01)
- Samakkhixay District (17-02)
- Sanamxay District (17-03)
- Sanxay District (17-04)
- Phouvong District (17-05)

## Economie

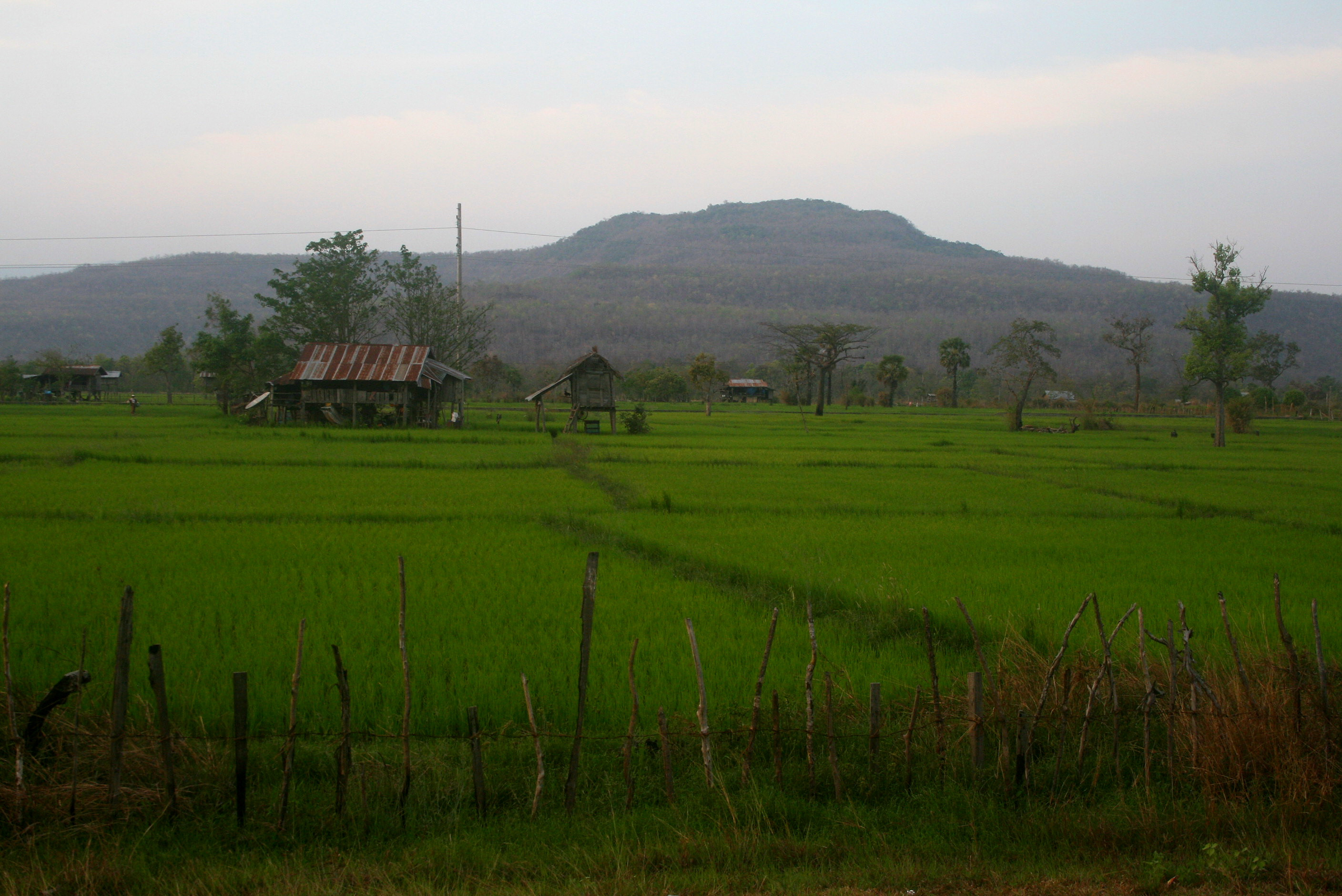
Rijstvelden in de buurt van Attapeu.

De economie van Atapeu is voornamelijk gebaseerd op de landbouw.
De provincie Atapeu heeft door de ligging ten opzichte van Vietnam een handelspositie met nabijgelegen Vietnamese provincies. Atapeu voorziet daarbij grensstreken van onder meer grondstoffen als hout.  